# Polistes signatus
Polistes signatus (лат.) — ископаемый вид ос из подсемейства Polistinae семейства Vespidae. Обнаружены в поздних олигоценовых отложениях Европы. Германия (Rott).
Вместе с другими ископаемыми видами ос, такими как Palaeopolistes jattioti, Polistes vergnei, Polistes attavinus, Polistes kirbyanus, Polybia anglica, Polybia oblita, Polistes vergnei являются древнейшими бумажными осами подсемейства полистины.